# 2014年2月

## 2月1日
災害事故
- 印度尼西亞錫納朋火山噴發。[1]

科学技术
- 南海天然气水合物富集规律与开采基础研究近日通过验收，建立起中国南海天然气水合物基础研究系统理论。[2]

## 2月2日
政治選舉
- 泰國舉行下議院選舉。[3]

## 2月3日
突发事件
- 莫斯科奥特拉德诺耶一所中学发生枪击案，2人死亡，1人受伤[4]。

## 2月7日
體育競賽
- 在俄羅斯索契舉行的2014年冬季奧林匹克運動會於莫斯科時間20:14開幕[5]

科學技術
- 考古學家在英國發現非洲以外最早人類足跡。[6][7]

## 2月8日
科学技术
- 中国南极泰山站正式开站，成为中国在南极的第四个正式科学考察站[8]。

## 2月9日
政治選舉
- 日本2014年東京都知事選舉（日语：2014年東京都知事選挙），舛添要一當選東京都知事。
- 瑞士在当日举行公投表决3项议题，其中反大规模移民动议最终以支持率为50.3%、反对率为49.7%的些微差距获得通过。[9]

## 2月10日
武裝衝突
- 屬於伊拉克和黎凡特伊斯蘭國的激進分子在伊拉克薩邁拉附近進行自殺炸彈訓練時發生意外，至少21名激進分子被炸死。[10][11]

政治選舉
- 尼泊爾第二屆制憲會議選出尼泊爾大會黨主席蘇希爾·柯伊拉臘為新總理。[12]

## 2月11日
武裝衝突
- 武裝分子在伊拉克北部尼尼微省發動襲擊，至少16名政府軍被殺。[13]
- 懷疑是博科聖地的武裝分子襲擊尼日利亞博尔诺州一條村，至少33人被殺。[14]

災害事故
- 阿爾及利亞一架軍用運輸機在乌姆布瓦吉省墜毀，機上78人僅得1人生還。[15]

## 2月12日
災害事故
- 新疆维吾尔自治区和田地区于田县发生里氏7.3级地震。[16]

科學技術
- 玉兔号月球车受到陽光照射，成功被喚醒。但先前發生的機構控制異常仍舊存在，有待繼續進行排故。[17]

## 2月13日
科學技術
- 科學家完成對12,500年前埋葬在美國蒙大拿州的克洛維斯嬰兒的基因組測序，揭示了美洲原住民的起源。[18][19]

## 2月14日
生態保育
- 日本三重縣鳥羽水族館飼養編號第1號的大王具足蟲在絕食第6年時死亡[20]。

## 2月15日
武裝衝突
- 懷疑是博科聖地的武裝分子襲擊尼日利亞博爾諾州一條村，據報有超過100人被殺。[21]

## 2月17日
武裝衝突
- 由首都飛往義大利羅馬的埃塞俄比亚航空702号班机被該機副機師劫持，隨後降落瑞士日內瓦，無人傷亡[22]。

## 2月20日
國際關係
- 朝鲜半岛南北双方在金剛山舉行離散家庭團聚活動[23]。

## 2月22日
國際關係
- 烏克蘭武裝力量拒絕捲入國內政治衝突，反對派控制首都基輔，總統亞努科維奇前往東部城市哈爾科夫，他否認會辭職和離開國家，國會認為亞努科維奇無法履行憲法上的義務，大比數通過罷免總統，將大選日期進一步提前在5月25日舉行，並封鎖邊境防止他潛逃。與此同時，前總理季莫申科監禁2年後獲釋，前往基輔匯合示威者，聲言參選總統，定必使烏克蘭加入歐盟[24][25][26][27]。

## 2月23日
體育競賽
- 2014年冬季奧林匹克運動會閉幕，地主俄羅斯以13面金牌位居獎牌排行榜首位[28]。

## 2月24日
政治選舉
- 埃及過渡政府總理哈贊姆·貝伯拉威宣佈過渡政府全體辭職[29]。

科技財經
- 專業社交網站LinkedIn推出簡體中文測試版[30][31]。

## 2月25日
武裝衝突
- 懷疑是博科聖地的武裝分子襲擊尼日利亞約貝州一間寄宿學校，至少29名學生被殺。[32]

政治選舉
- 意大利新總理马泰奥·伦齐的政府通過參眾兩院的信任投票。[33]

## 2月26日
武裝衝突
- 敘利亞政府軍在大馬士革郊區殺死至少175名隸屬「支持陣線」和「伊斯蘭旅」的叛軍。[34]

## 2月27日
武装冲突
- 朝鲜发射了四枚短程导弹，落入了其东部海洋中。[35][36]

## 2月28日
財政金融
- 比特幣交易平臺Mt. Gox向東京地方法院申請破產保護[37] 。